# Bahnstraße (Düren)

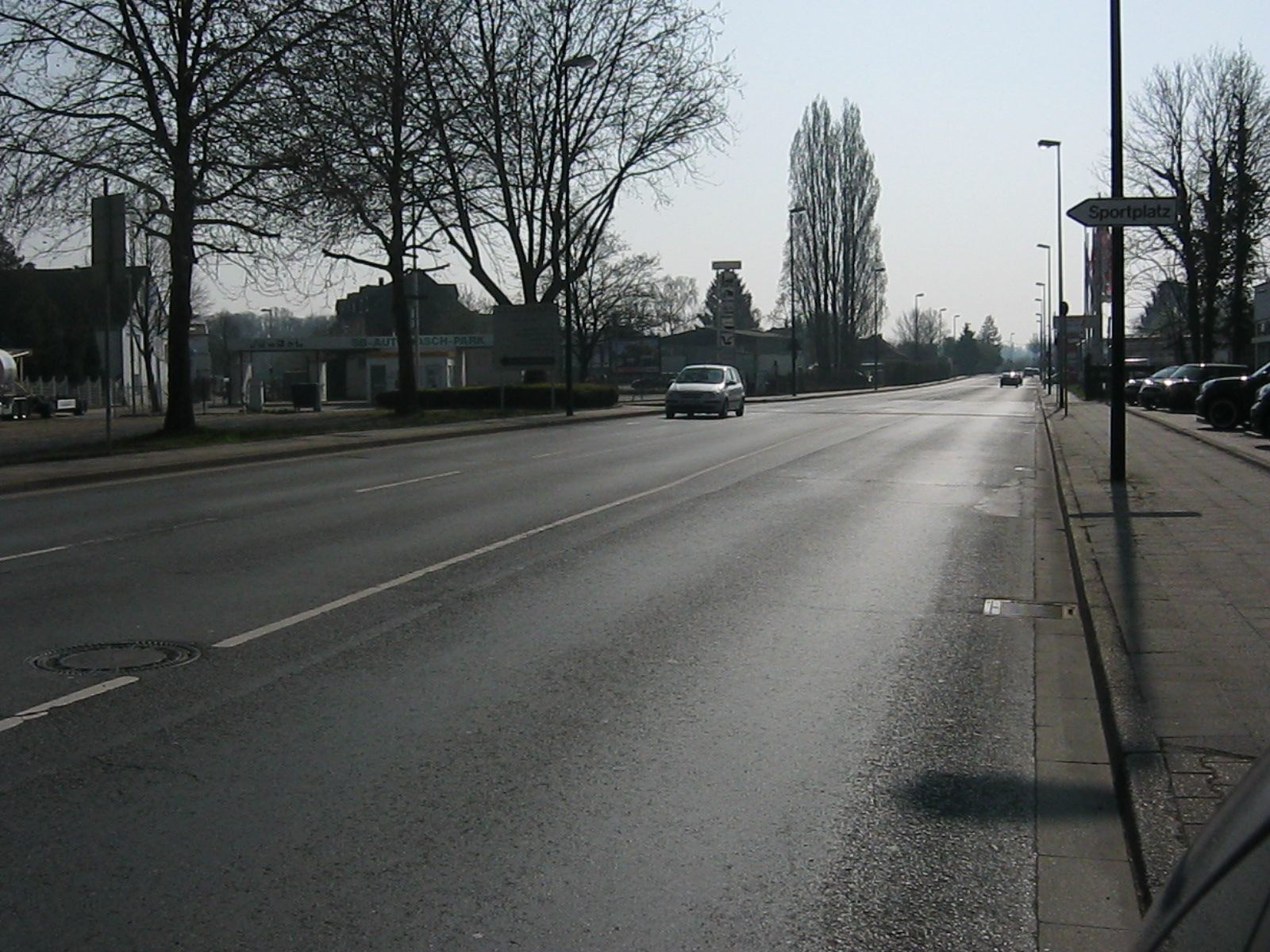
Die Straße ortsauswärts

Die Bahnstraße in der Kreisstadt Düren (Nordrhein-Westfalen) ist eine Innerortsstraße. Sie liegt im Stadtteil Rölsdorf.

## Lage
Die Straße beginnt an der Straße Papiermühle, unterquert die Bahnstrecke Düren – Aachen, kreuzt zunächst die Valencienner Straße, danach die Monschauer Straße und endet an der Einmündung Monschauer Straße / Lendersdorfer Straße / Monschauer Landstraße. Sie ist teilweise als Bundesstraße 399 klassifiziert und eine wichtige Verbindungsstraße in die Nordeifel.
Die Straße führt am Betriebsgelände der Firma Macherey-Nagel vorbei. Mehrere Gewerbebetriebe liegen an der Bahnstraße.

## Geschichte
Die Straße ist nach der am 6. Oktober 1908 eröffneten Dürener Kreisbahn (DKB) benannt. Zwischen den Kreuzungen Valencienner Straße und Monschauer Straße wurde sie von der Ringbahn und der Straßenbahnstrecke Rölsdorf – Gürzenich der DKB durchfahren. Der Abschnitt nördlich der Valencienner Straße und der etwa in Nord-Süd-Richtung liegende Abschnitt südlich der Monschauer Straße wurden später auf der stillgelegten Trasse der Ringbahn errichtet. Direkt südlich der Monschauer Straße befanden sich der Güterbahnhof Rölsdorf und das Straßenbahndepot der DKB.